# Wilhelm von Aulock
Wilhelm Maria Ernst Hans Eugen Leo von Aulock (* 17. September 1900 in Ruda; † 1993) war ein deutscher Ministerialbeamter.

## Werdegang
Aulock war von 1932 bis 1940 bei der Landwirtschaftlichen Bank AG in Danzig angestellt und von 1940 bis 1945 bei der Danzig-Westpreußischen Landschaftsbank. Von 1946 bis 1948 war er als Wirtschaftsberater tätig, dann von 1948 bis 1949 als Geschäftsführer bei der Deutschen Landberatung GmbH.
1949 wechselte er in das Bundesministerium für Vertriebene, Flüchtlinge und Kriegsgeschädigte. Dort war er von 1949 bis 1950 Leiter des Referats B 12 (Grundsatzfragen auf dem Gebiete des Finanz-, Bank-, Geld-, Kredit- und Währungswesens, Steuer- und Versicherungsrecht, Vertriebenenbank). Von 1950 bis 1953 war er Leiter des Referats III 4 (Finanzen, Kredite, Lastenausgleich, Vertriebenenbank AG), von 1953 bis 1957 Leiter des Referats II 3 (Finanz- und Steuerfragen, Kreditwesen), von 1957 bis 1959 Leiter des Referats II 1 (Wirtschaftliche Eingliederung der Geschädigten, Finanz- und Steuerfragen, Kreditwesen), von 1959 bis 1960 Leiter der Abteilung III (Soziale Betreuung), von Dezember 1960 bis 1964 Leiter der Abteilung II (Eingliederung, Lastenausgleich, kulturelle Angelegenheiten) und von 1964 bis 1966 Leiter der Abteilung I (Lastenausgleich, Beweissicherung, Personalfragen, Haushalt, Kabinettsachen, Justitiariat, Statistik, Organisation, Kulturverbände und Öffentlichkeitsarbeit) und als Ministerialdirektor ständiger Vertreter des Staatssekretärs. 
Zugleich war er von 1950 bis 1955 Mitglied des Vorstands, des Aufsichts- und ab 1954 des Verwaltungsrates der Lastenausgleichsbank. Von 1955 bis 1959 war er Staatskommissar für die Lastenausgleichsbank, Verwaltungsratsvorsitzender des Europäischen Wiedereingliederungsfonds und Verwaltungsmitglied der Deutschen Pfandbriefanstalt. 1966 trat er in den Ruhestand. 
Er war seit 1923 Mitglied des Corps Pomerania Greifswald.

## Familie
Wilhelm war der Sohn von Franz von Aulock (1856–1904) und Antonie Schoenhayder (1864–1950). Er heiratete am 7. November 1929 in Breslau Luise Neugebauer (* 10. Februar 1904 Oppeln), mit der er folgende Kinder hatte:
- Irene (* 13. Juli 1932; † 30. Januar 1945), † beim Untergang der torpedierten Wilhelm Gustloff
- Freia (* 28. Februar 1935, † 30. Januar 1945) † beim Untergang der torpedierten Wilhelm Gustloff
- Barbara (* 28. August 1937; † 30. Januar 1945) † beim Untergang der torpedierten Wilhelm Gustloff
- Andreas (* 21. März 1945; 30. August 1945)
- Gottfried (* 2. Januar 1947)

Seine Brüder waren der spätere Generalmajor Hubertus und Andreas, der es als Festungskommandant von Saint-Malo im Zweiten Weltkrieg zu einiger Bekanntheit brachte.

## Ehrungen
- 1967: Großes Verdienstkreuz mit Stern der Bundesrepublik Deutschland